# بوب ديكسون (لاعب غولف)
بوب ديكسون (بالإنجليزية: Bob Dickson)‏ هو لاعب غولف أمريكي، ولد في 25 يناير 1944 في ماكالستر في الولايات المتحدة.

## وصلات خارجية
- بوب ديكسون على موقع رابطة لاعبي الغولف المحترفين (الإنجليزية)